# Jüdischer Friedhof (Kiew)

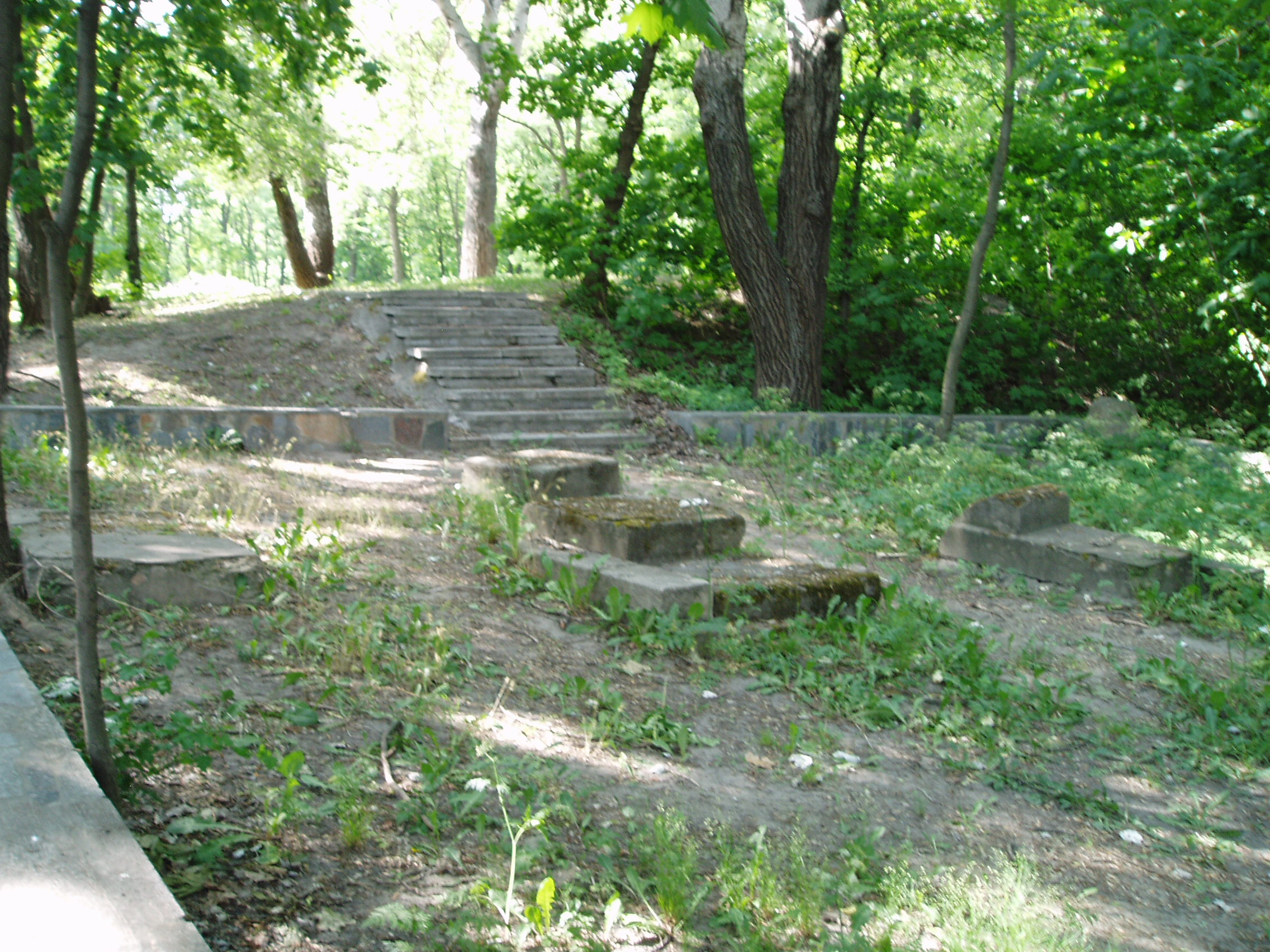
Reste des jüdischen Friedhofs in Kiew 2007

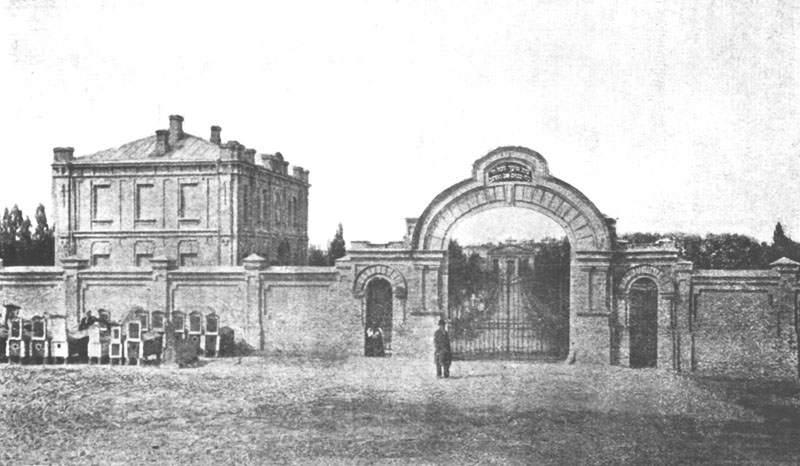
Haupteingang des jüdischen Friedhofs im Jahr 1917

Der Jüdische Friedhof Lukjaniwskyj (ukrainisch Лук'янівський єврейський цвинтар Lukjaniwskyj jewrejskyj zwyntar) war ein jüdischer Friedhof in der ukrainischen Hauptstadt Kiew. Er befindet sich nördlich des Lukjaniwska-Soldatenfriedhofs nahe der Metro-Station Dorohoschytschi.

## Geschichte
Der 1894 bei Babyn Jar eingerichtete Friedhof war über 20 Hektar groß. Die architektonische Gestaltung des Friedhofs wurde vom Kiewer Stadtarchitekten Wladimir Nikolajew vorgenommen. Ein großer Teil des jüdischen Friedhofs war von einer Mauer umgeben, die von einem stilvollen Eingangstorbogen durchbrochen war.
1937 wurde der Friedhof für Beerdigungen geschlossen. Beim Massaker von Babyn Jar wurden durch Einsatzgruppen der deutschen Sicherheitspolizei und des SD am 29. und 30. September 1941 innerhalb von 48 Stunden mehr als 33.000 jüdische Männer, Frauen und Kinder ermordet. Nach Zeugenaussagen wurde im Jahr 1943 als Baumaterial für die Scheiterhaufen, die zur Verbrennung der in Babyn Jar getöteten Menschen dienten, Grabsteine und Metallzäune des jüdischen Friedhof verwendet. Dementsprechend schlecht war nach dem Zweiten Weltkrieg der Zustand des Friedhofs.
Schließlich beschloss der Kiewer Stadtrat am 26. Juni 1962 (№ 988) die 26,9 Hektar große Nekropole zu beseitigen. Die sakralen Gebäude wurden abgerissen, der Großteil der Gräber und Grabsteine zerstört oder geplündert. Heute ist ein großer Teil des Friedhofs von einem Fernsehsender und dem Fernsehturm Kiew überbaut, vom Friedhof selbst sind lediglich Fragmente erhalten.